# 1182 Ilona
1182 Ilona (1927 EA) là một tiểu hành tinh vành đai chính được phát hiện ngày 3 tháng 3 năm 1927 bởi Reinmuth, K. ở Heidelberg.